# 卡迪内桥站 (巴黎地铁)
卡迪内桥站（法語：Pont Cardinet，法語發音：[pɔ̃ kaʁdinɛ]）是巴黎地鐵14號線的地鐵站，位於巴黎十七區，於2020年12月14日啟用。

## 圖片

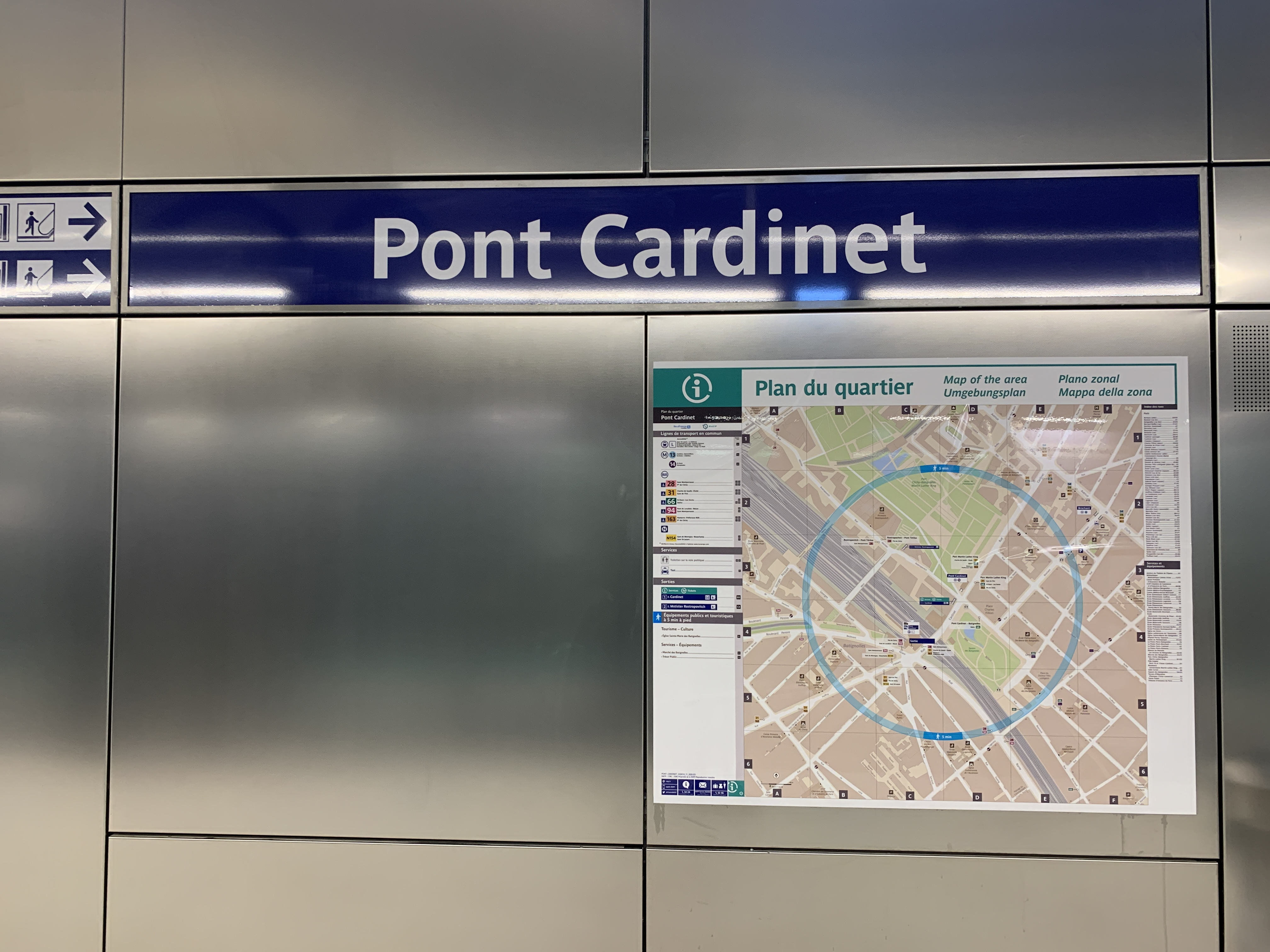
地圖
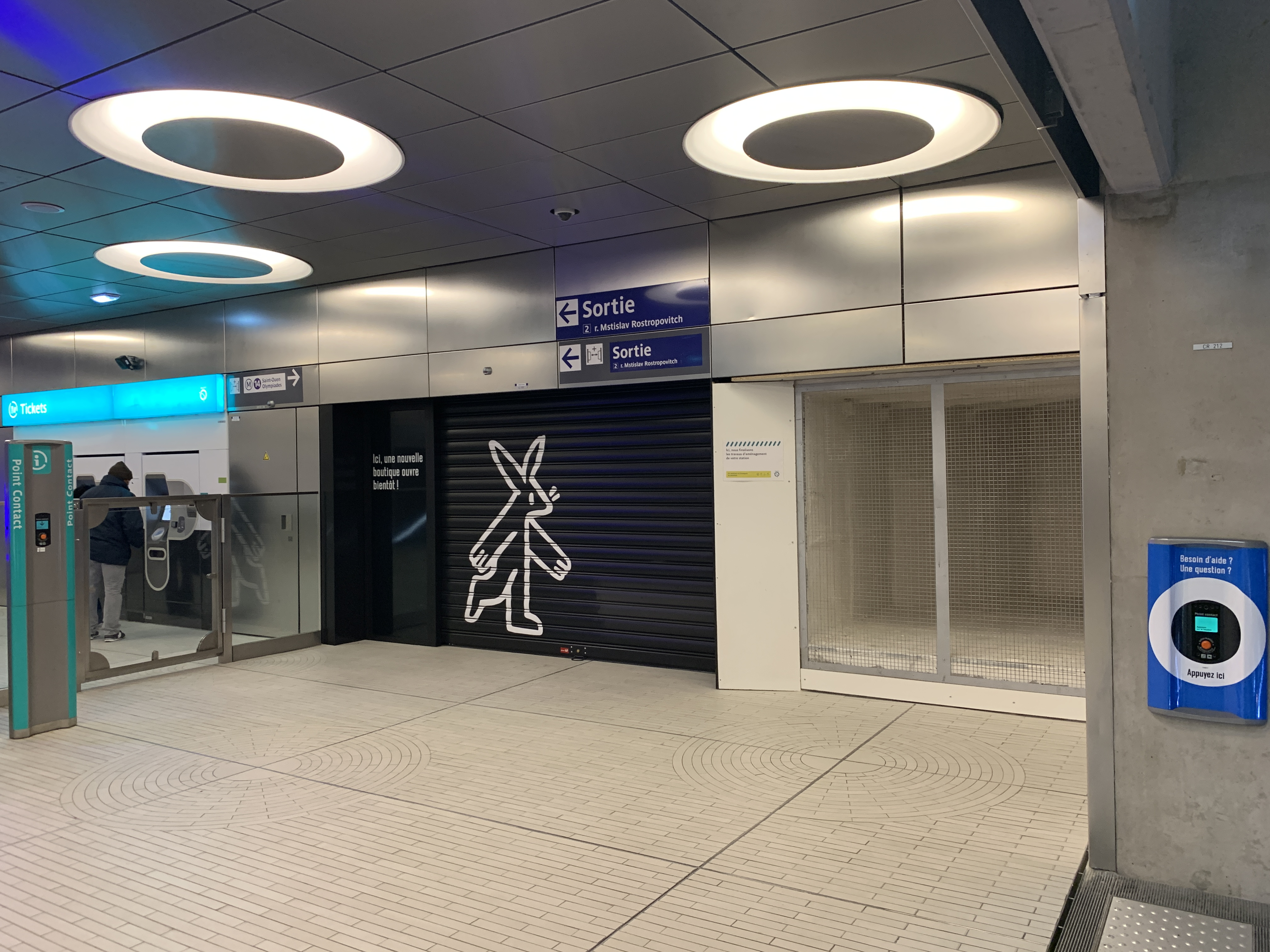
巴黎地铁兔（法语：Lapin du métro parisien）